# Bede Polding

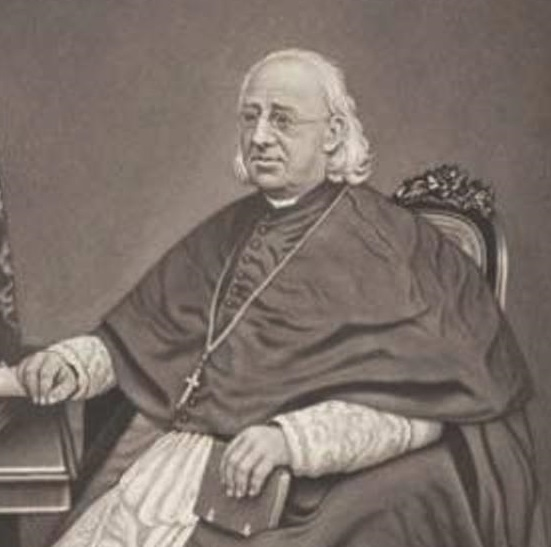
Bede Polding (ca. 1875)

John Bede Polding OSB (* 18. Oktober 1794 in Liverpool, England; † 16. März 1877 in Sydney, Australien) war ein britischer römisch-katholischer Ordensgeistlicher. Er war der erste Bischof und Erzbischof von Sydney.

## Leben

### Frühe Jahre
Polding wurde als Sohn eines aus den Niederlanden stammenden Vaters in Liverpool geboren. Nach dem frühen Tod seiner Eltern kam John Polding mit acht Jahren in die Obhut seines Onkels, Pater Bede Brewer, Generalpräsident der Englischen Benediktinerkongregation. Polding wurde zunächst von Benediktinerinnen unterrichtet, ehe er mit elf Jahren an eine Schule bei Shrewsbury wechselte. Am 15. Juli 1810 wurde er in das dortige Benediktinerkloster aufgenommen. Zu Ehren von Beda Venerabilis und seines Onkels nahm er den Ordensnamen Bede an. Am 4. März 1819 empfing Polding durch den Apostolischen Vikar von London, William Poynter das Sakrament der Priesterweihe für die Ordensgemeinschaft der Benediktiner. Anschließend wirkte er in seinem Kloster als Pfarrer, Novizenmeister und Subprior. 1819 wurde ein Cousin von Polding, Edward Bede Slater, Apostolischer Vikar von Mauritius.

### Apostolischer Vikar in Sydney

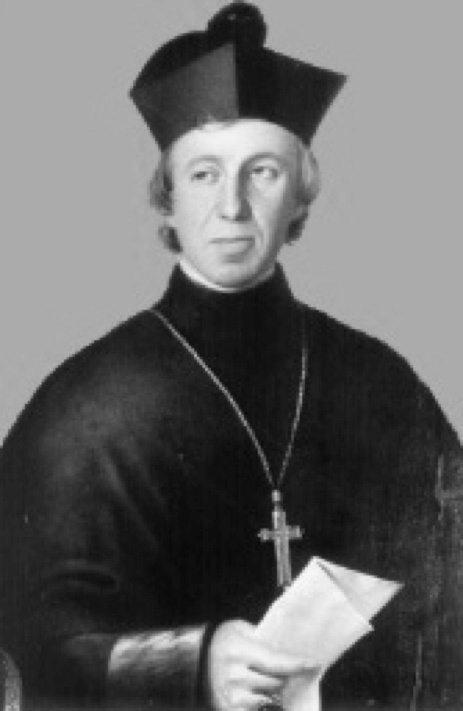
Bede Polding (ca. 1860)

Am 3. Juli 1832 wurde Polding zum Titularbischof von Hierocaesarea ernannt und zum Apostolischen Vikar von New Holland an Van Diemens Land in Australien bestellt. Das Vikariat war zuvor aus dem Apostolischen Vikariat Kap der Guten Hoffnung begründet worden. Am 29. Juni 1834 empfing er durch den Apostolischen Vikar von London, James Yorke Bramston, die Bischofsweihe. Mitkonsekratoren waren Thomas Griffiths, Koadjutor des Apostolischen Vikars von London, und Étienne Jérôme Rouchouze SSCC, Apostolischer Präfekt der Sandwichinseln. Am 6. August 1835 erreichten Polding und seine Begleiter Hobart und am 13. September desselben Jahres Sydney.

### Bischof und Erzbischof von Sydney
Am 5. April 1842 wurde Polding zum ersten Bischof von Sydney ernannt. Mit der Erhebung des Bistums Sydney zum Erzbistum mit Sitz eines Metropoliten am 22. April 1842 wurde Polding zum Erzbischof von Sydney. 1873 wurde ihm Roger Vaughan als Koadjutorerzbischof zur Seite gestellt. Im Januar 1874 zog er sich nach Darlinghurst zurück. Er starb 1877 in Sydney und wurde zuerst in Petersham Cemetery bestattet, später in die St Mary’s Cathedral umgebettet.

## Wirken
Polding unterstützte während seines Episkopats den Aufbau des University College of St. John in Sydney und des Mary’s College in Lyndhurst. 1846 reiste er nach Rom, wo er Benediktinerinnen für sein Bistum gewinnen sowie die Gründung eines Bistums in Melbourne durchsetzen konnte. 1857 gründete er die Ordenskongregation der Sisters of the Good Samaritan. Trotz der zahlreichen Erfolge stieß Polding als Engländer auf Widerstände seiner größtenteils irischen Gemeinde. Der britische Antiklerikalismus und der Suprematieeid hatten ein tiefes Misstrauen der Iren gegen die Engländer verursacht. Aufgrund seiner erfolgreichen diplomatischen Mission in Malta erhielt Polding den Titel eines Römischen Grafen sowie eines Päpstlichen Thronassistenten verliehen.